# 10 Eventful Years
10 Eventful Years là tựa đề của bộ sưu tập Encyclopædia Britannica năm 1947, kéo dài mười năm, từ 1937 đến 1946. Cuốn sách do Walter Yust, biên tập viên của Encyclopædia Britannica ủy quyền và biên tập và một phần dựa trên cuốn Year Book hàng năm của Encyclopedia.
Cuốn sách được xuất bản bởi EB Inc (có trụ sở tại Chicago, London & Toronto) và Đại học Chicago vào năm 1947, và bao gồm bốn tập kéo dài trong suốt 10 năm và bao gồm các chủ đề ở định dạng AZ thông thường. Cuốn sách là sự kết hợp giữa văn bản và ảnh đen trắng, với hình ảnh màu ở đầu mỗi cuốn sách.

## Nội dung
- Abbreviations đến Conant (trang 836)
- Concentration Camps đến Ley (trang 862)
- Liberalism đến Scrap (trang 862)
- Sculpture đến Zoology (trang 800 + phụ lục 62 trang)